# 云鳚
云鳚（学名：Enedrias nebulosus）为锦鳚科云鳚属的鱼类。分布于日本，包括东海北部、黄海、渤海等海域。该物种的模式产地在日本。
2013年2月在长江口潮下带发现一尾云鳚。